# سياسة الخروج

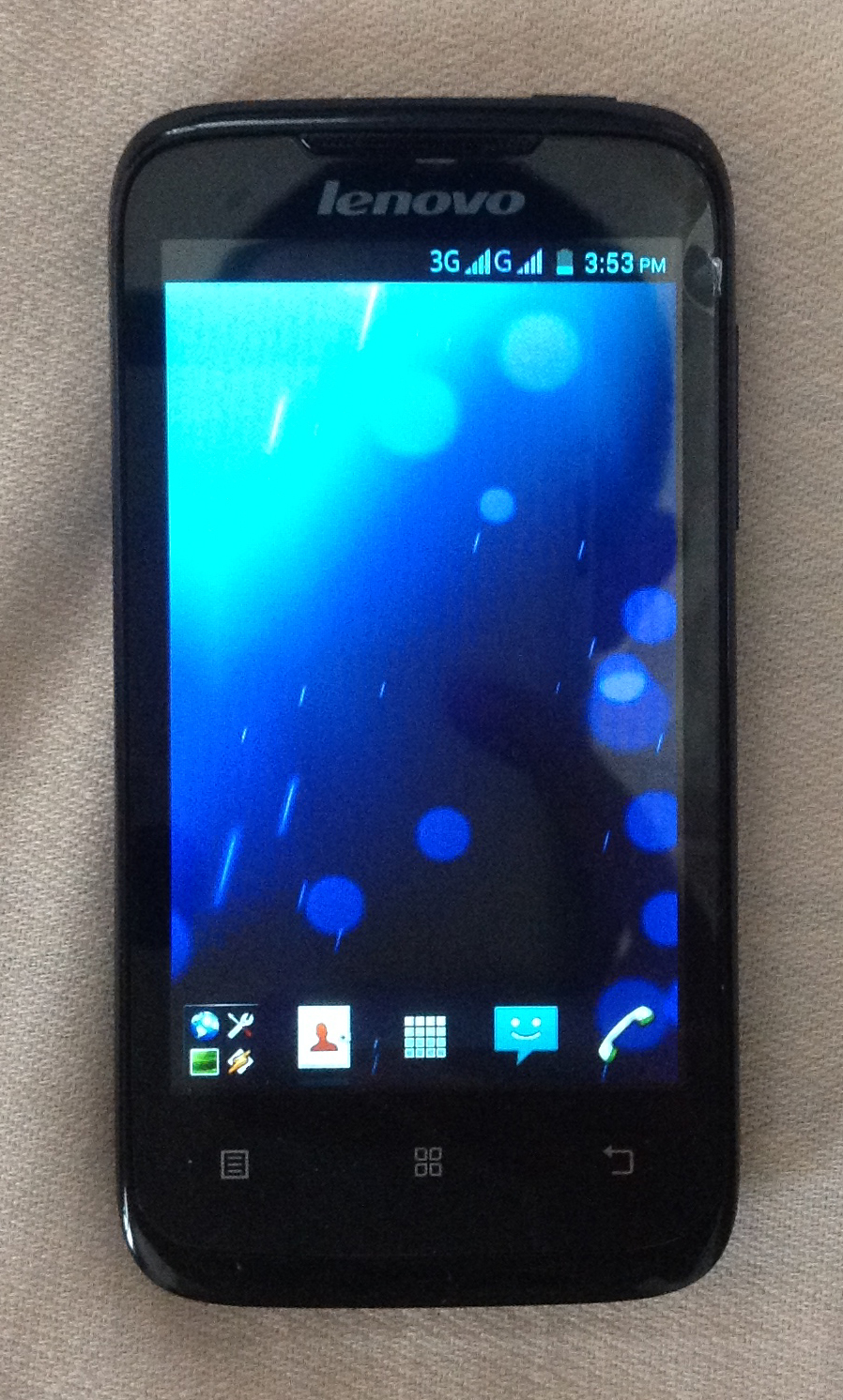
أحد الهواتف اللتي انتجتها شركة لينوفو

سياسة الخروج هي الإستراتيجية الحالية لجمهورية الصين الشعبية لتشجيع شركاتها على الاستثمار في الخارج. تفضل معظم الدول جذب الاستثمار الأجنبي إلى الداخل، ودعم الاستثمار الأجنبي الخارجي بشكل سلبي فقط. ومع ذلك، تولي جمهورية الصين الشعبية أهمية لكل من الاستثمار الأجنبي الداخلي والخارجي.

## الأسباب
- جمعت الصين كميات هائلة من احتياطي النقد الأجنبي، مما فرض ضغوطًا تصاعدية على سعر الصرف الأجنبي للرنمينبي وهي العملة الصينية.[2] في الواقع كان هناك طلب كبير من المجتمع الدولي على الصين لتعويم عملتها. من أجل تقليص هذا الطلب، تسعى الصين إلى توظيف احتياطياتها الأجنبية من خلال الحصول على الأصول في الخارج.
- فتحت الصين السوق المحلي في الصين نتيجة لسياسة الباب المفتوح، والتي تسارعت بشكل أكبر بالتزاماتها عند دخولها منظمة التجارة العالمية.[3] لذلك يمكن أن تتوقع الصين أن المنافسين العالميين يتنافسون الآن على الأعمال التجارية في السوق الصينية، وبالتالي تسعى الصين إلى تزويد الشركات المحلية وإدارتها بالخبرة الدولية حتى يتمكنوا من نقل المنافسة إلى الأسواق المحلية في الصين.[4]

## أمثلة حديثة على سياسة الخروج

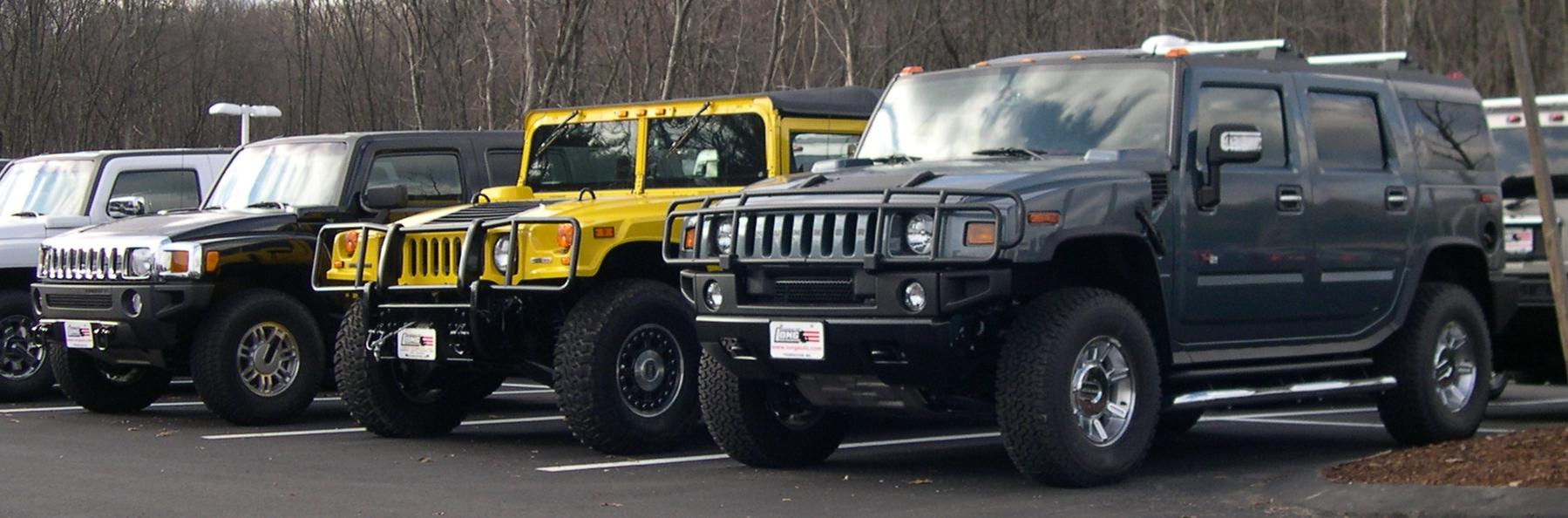
موديلات همر إتش 3 ،H1،و همر إتش 2

القائمة التالية من عمليات الاندماج والاستحواذ التي أجرتها الشركات الصينية في الخارج ليست سوى بعض من أبرز الأمثلة على التنفيذ الناجح لسياسة الخروج للخارج:
- يونيو 2009: اقتراح شراء همر لشركة سيتشوان تنغ تشونغ للمعدات الصناعية الثقيلة المحدودة.
- فبراير 2009: ضخت شركة الألومنيوم الصينية المحدودة مبلغ 19.5 مليار دولار نقدًا في مجموعة ريو تينتو الإسترالية، وزادت حصتها من 9% إلى 18%.[6]
- فبراير 2009: كشفت شركة الصين للمعادن عن عرض استحواذ بقيمة 2.6 مليار دولار أسترالي (1.7 مليار دولار) على شركة أو زد للتعدين الأسترالية.
- سبتمبر 2008: اشترت شركة زومليون، التي تسيطر عليها حكومة مقاطعة خونان، حصة 60٪ في شركة فورمي ستيل الإيطالية، مع إمكانية الاستحواذ الكامل بعد 3 سنوات.
- مايو 2005: اشترت شركة لينوفو وحدة الكمبيوتر الشخصي لشركة آي بي إم.[7]

ملاحظة: هناك العديد من الأمثلة الحديثة لصانعي تطبيقات الهواتف الذكية الذين تفرّعوا على مستوى العالم مثل هواوي، وتطبيق تيك توك وغيرها.